# La mejor versión de mí
La mejor versión de mí es el undécimo álbum de estudio de la banda sinaloense mexicana MS de Sergio Lizárraga, lanzado como descarga digital y streaming el 14 de abril de 2017 exclusivamente para iTunes y Apple Music y una semana después de manera física bajo el sello independiente Lizos Music. El álbum se compone de 14 canciones de música tradicional y popular mexicana.

## Sencillos
«Es tuyo mi amor» fue lanzado como primer sencillo del álbum el 23 de enero de 2017. La canción fue compuesta por Horacio Palencia, es un tema romántico, interpretado por Oswaldo Silvas, además lleva el nombre del tour 2017 de la banda. El video de la canción fue lanzado el 24 de febrero de 2017.
«Las cosas no se hacen así» compuesto por Espinoza Paz fue lanzado como segundo sencillo el 24 de abril de 2017. El video de la canción fue filmado en mayo de 2017 en la ciudad de Tulum en Quintana Roo. El 15 de agosto del mismo año se lanzó como tercer sencillo «El color de tus ojos».

## Sencillos promocionales
«El color de tus ojos» y «Levántese tempranito» fueron lanzados como sencillos promocionales el 7 de abril de 2017 como parte del pedido anticipado del álbum.

## Lista de canciones
Créditos adaptados de Apple Music.

| N.º   | Título                      | Escritor(es)                       | Duración |  |
| 1.    | «Difícil de olvidar»        | Joss Favela y Horacio Palencia     | 2:25     |  |
| 2.    | «El color de tus ojos»      | Omar Robles                        | 3:32     |  |
| 3.    | «Es tuyo mi amor»           | Horacio Palencia                   | 2:57     |  |
| 4.    | «No me pidas un tiempo»     | Joss Favela y Edén Muñoz           | 3:40     |  |
| 5.    | «Las cosas no se hacen así» | Espinoza Paz                       | 3:45     |  |
| 6.    | «Levántese tempranito»      | Edén Muñoz                         | 2:51     |  |
| 7.    | «No es por presumido»       | Omar Robles                        | 2:22     |  |
| 8.    | «Si me hubieras oído»       | Edén Muñoz                         | 3:50     |  |
| 9.    | «Me gustan los retos»       | Espinoza Paz                       | 2:41     |  |
| 10.   | «La mejor versión de mí»    | Geovani Cabrera y Horacio Palencia | 2:48     |  |
| 11.   | «A mí también me vale»      | Geovani Cabrera y Abraham Ramos    | 3:18     |  |
| 12.   | «No era para siempre»       | Espinoza Paz                       | 3:33     |  |
| 13.   | «Tu postura»                | Edén Muñóz                         | 4:49     |  |
| 14.   | «Ni yo mismo me lo creo»    | Edén Muñoz                         | 4:07     |  |
| 46:30 |                             |                                    |          |  |

## Personal
- Productor: Sergio Lizárraga Lizárraga
- Ingeniero de Mezcla y Mastering: Ramón Sánchez Lizárraga
- Arreglos: Sergio Lizárraga, Adrián Tostado "El Tesoro", Pavel Ocampo y Banda MS
- Estudio: 21 Mazatlán, Sinaloa

## Posicionamiento en listas
| Estados Unidos | US Latin Albums            | 4 |
| Estados Unidos | US Regional Mexican Albums | 1 |
| México         | Top 20 (AMPROFON)          | 9 |

| País           | Lista                      | Mejor posición |      |      |      |      |      |
| 2017           | 2017                       | 2017           | 2017 | 2017 | 2017 | 2017 | 2017 |
| -------------- | -------------------------- | -------------- | ---- | ---- | ---- | ---- | ---- |
| Estados Unidos | US Latin Albums            | 30             |      |      |      |      |      |
| Estados Unidos | US Regional Mexican Albums | 7              |      |      |      |      |      |
| México         | Top 100 (AMPROFON)         | 75             |      |      |      |      |      |
| 2018           |                            |                |      |      |      |      |      |
| Estados Unidos | US Latin Albums            | 17             |      |      |      |      |      |
| Estados Unidos | US Regional Mexican Albums | 2              |      |      |      |      |      |
| 2019           |                            |                |      |      |      |      |      |
| Estados Unidos | US Latin Albums            | 27             |      |      |      |      |      |
| Estados Unidos | US Regional Mexican Albums | 4              |      |      |      |      |      |

### Sencillos
| Año                                                             | Título                      | Posiciones | Posiciones     | Posiciones             | Posiciones  | Posiciones | Posiciones                  | Posiciones      | Posiciones         |
| Año                                                             | Título                      | México     | México Popular | América Latina Popular | El Salvador | Guatemala  | Guatemala Regional Mexicano | USA Latin Songs | USA Regional Songs |
| --------------------------------------------------------------- | --------------------------- | ---------- | -------------- | ---------------------- | ----------- | ---------- | --------------------------- | --------------- | ------------------ |
| 2017                                                            | «Es tuyo mi amor»           | 8          | 3              | 2                      | —           | —          | 11                          | 14              | 1                  |
| 2017                                                            | «Las cosas no se hacen así» | 3          | 2              | 2                      | —           | 15         | 5                           | 24              | 1                  |
| 2017                                                            | «El color de tus ojos»      | 1          | 1              | 1                      | 6           | 4          | 1                           | 15              | 1                  |
| 2018                                                            | «Tu postura»                | 3          | 1              | 2                      | 13          | 16         | 2                           | 14              | 2                  |
| «—» indica un tema que no se posicionó en las listas de éxitos. |                             |            |                |                        |             |            |                             |                 |                    |

## Premios y nominaciones
El álbum La mejor versión de mí y sus sencillos fueron nominados en algunas ceremonias de premiación. A continuación la lista con las candidaturas que obtuvo el disco:
| Año  | Ceremonia de premiación      | Categoría                                | Trabajo nominado       | Resultado |
| ---- | ---------------------------- | ---------------------------------------- | ---------------------- | --------- |
| 2017 | Premios Juventud             | Mejor canción para "La Troca"            | «Es tuyo mi amor»      | Nominado  |
| 2017 | Premios de la radio          | Canción banda del año                    | «Es tuyo mi amor»      | Nominado  |
| 2017 | Premios de la radio          | Disco del año                            | La mejor versión de mí | Nominado  |
| 2018 | Billboard Latin Music Awards | Álbum regional mexicano del año          | La mejor versión de mí | Nominado  |
| 2018 | Latin American Music Awards  | Álbum favorito regional mexicano         | La mejor versión de mí | Nominado  |
| 2018 | Latin American Music Awards  | Canción favorita regional mexicano       | «Tu postura»           | Nominado  |
| 2018 | Premios de la radio          | Canción banda del año                    | «Tu postura»           | Ganador   |
| 2018 | Premios Bandamax             | Canción de año                           | «Tu postura»           | Nominado  |
| 2019 | Premio Lo Nuestro            | Canción del año, regional mexicano       | «Tu postura»           | Ganador   |
| 2019 | Premio Lo Nuestro            | Canción banda del año, regional mexicano | «Tu postura»           | Ganador   |
| 2019 | Billboard Latin Music Awards | Canción regional mexicano del año        | «Tu postura»           | Nominado  |